# Kasperi Kapanen
Kasperi Kapanen (* 23. Juli 1996 in Kuopio) ist ein finnischer Eishockeyspieler, der seit November 2024 bei den Edmonton Oilers aus der National Hockey League (NHL) unter Vertrag steht. Zuvor verbrachte der rechte Flügelstürmer fünf Jahre in der Organisation der Toronto Maple Leafs, fast drei Spielzeiten bei den Pittsburgh Penguins und knappe eineinhalb Jahre bei den St. Louis Blues.

## Karriere

### Jugend
Kapanen begann bereits im Alter von vier Jahren mit dem Eishockeyspielen. Seit seiner Jugend spielte er für KalPa, den finnischen Verein, für den bereits sein Vater und sein Onkel aktiv waren bzw. sind; so durchlief er dort die U16 und die U18. Nachdem er Finnland bei den Olympischen Jugend-Winterspielen 2012 sowie beim Ivan Hlinka Memorial Tournament 2012 vertreten und mit der Mannschaft eine Gold- sowie eine Silbermedaille gewonnen hatte, debütierte er in der Saison 2012/13 im Profi-Kader von KalPa. Sein Vater Sami war zu dieser Zeit sowohl aktiver Spieler als auch Miteigentümer des Vereins, sodass Vater und Sohn im Januar 2013 gemeinsam in einem Spiel auf dem Eis standen. Wenig später wurde er im KHL Junior Draft an 25. Position von Barys Astana ausgewählt.
Im Jahre 2013 nahm er zudem mit der finnischen U18-Nationalmannschaft an der U18-Weltmeisterschaft teil und führte dort mit fünf Treffern die Torschützenliste seines Teams an. Die Mannschaft gewann dabei die Bronzemedaille. Auch im nächsten Jahr nahm er mit Finnland am Turnier teil und schied dort im Viertelfinale gegen Schweden aus.

### NHL
Im anstehenden NHL Entry Draft 2014 galt Kapanen als eines der vielversprechendsten Talente Europas, so setzte ihn der Central Scouting Service auf Platz eins der Liste der europäischen Kandidaten. Im eigentlichen Draft wählten ihn dann die Pittsburgh Penguins an 22. Position aus und nahmen ihn im Juli 2014 mit einem Einstiegsvertrag ins Team auf. In der Saison 2014/15 spielte Kapanen allerdings weiterhin auf Leihbasis bei KalPa, ehe er im März zu den Wilkes-Barre/Scranton Penguins in die American Hockey League berufen wurde und dort noch elf Spiele absolvierte. Zudem spielte er erstmals bei der U20-Weltmeisterschaft für Finnland und belegte mit der Mannschaft dort den siebten Platz.

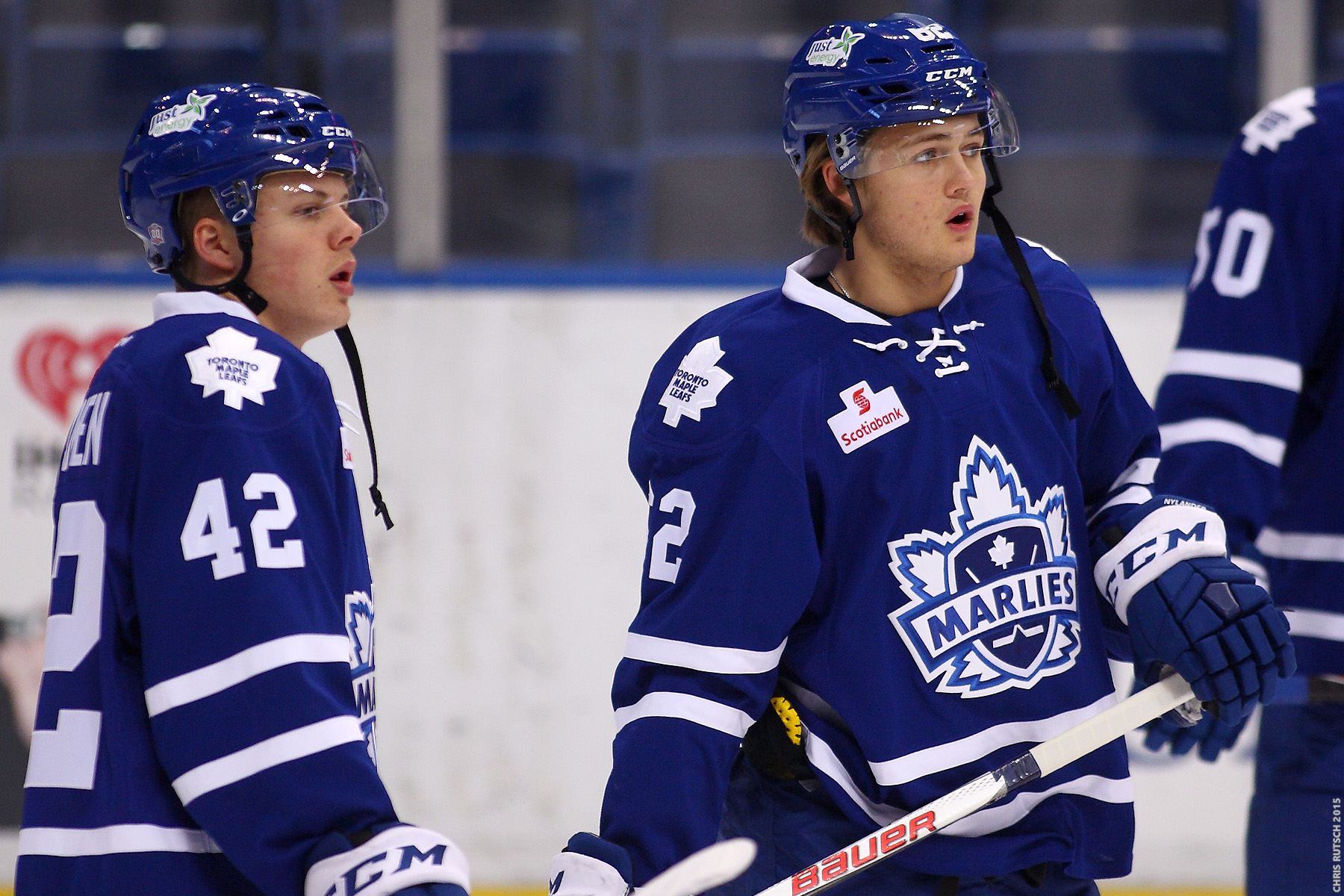
Kasperi Kapanen (li.) und William Nylander (2015)

Im Juli 2015 wurde er dann samt Nick Spaling, Scott Harrington sowie einem Erst- und einem Drittrunden-Wahlrecht für den NHL Entry Draft 2016 an die Toronto Maple Leafs abgegeben. Im Gegenzug wechselten Phil Kessel, Tim Erixon, Tyler Biggs sowie ein Zweitrunden-Wahlrecht für den gleichen Draft nach Pittsburgh. Die folgende Saison 2015/16 begann Kapanen bei den Toronto Marlies in der AHL, dem Farmteam der Maple Leafs. Über den Jahreswechsel war er erneut Teil der finnischen U20-Nationalmannschaft, die bei der WM 2016 im eigenen Land die Goldmedaille gewann. Kapanen erzielte dabei im Finale gegen Russland das entscheidende 4:3 in der Overtime. Zum Ende der Saison 2015/16 gab Kapanen sein NHL-Debüt für die Maple Leafs, bevor er sich in deren Kader im Laufe der Spielzeit 2017/18 etablierte. Bei der Weltmeisterschaft 2018 gab er zudem sein Debüt für die A-Nationalmannschaft Finnlands und belegte dabei mit dem Team den fünften Platz.
Zur Saison 2018/19 steigerte Kapanen seine persönliche Statistik deutlich auf 20 Tore sowie 44 Punkte und unterzeichnete anschließend im Juni 2019 einen neuen Dreijahresvertrag in Toronto, der ihm ein durchschnittliches Jahresgehalt von 3,2 Millionen US-Dollar einbringen soll. Nachdem er diese Leistung im Folgejahr im Wesentlichen bestätigt hatte, gaben ihn die Maple Leafs jedoch im August 2020 zurück an die Pittsburgh Penguins ab. Gemeinsam mit ihm wechselten Jesper Lindgren sowie die NHL-Rechte an Pontus Åberg in die „Steel City“, während Toronto Evan Rodrigues, David Warsofsky, Filip Hållander sowie ein Erstrunden-Wahlrecht im NHL Entry Draft 2020 erhielt. Das Arbeitspapier des Finnen wurde nach seinem zweiten Jahr in Pittsburgh im Sommer 2022 um zwei weitere Jahre verlängert. Nachdem er in der Saison 2022/23 aber nicht die Erwartungen des Managements erfüllte, wurde er im Februar 2023 auf den Waiver gesetzt, woraufhin ihn die St. Louis Blues auswählten und seinen laufenden Vertrag übernahmen. Dort war er in der Folge bis November 2024 aktiv, als er in gleicher Weise zu den Edmonton Oilers gelangte. In den Playoffs 2025 erreichte der Finne mit den Oilers das Stanley-Cup-Finale, verlor dieses jedoch mit 2:4 gegen die Florida Panthers.

## Erfolge und Auszeichnungen
- 2012 Goldmedaille bei den Olympischen Jugend-Winterspielen
- 2012 Silbermedaille beim Ivan Hlinka Memorial Tournament
- 2013 Bronzemedaille bei der U18-Weltmeisterschaft
- 2016 Goldmedaille bei der U20-Weltmeisterschaft

## Karrierestatistik
Stand: Ende der Saison 2024/25

### International
Vertrat Finnland bei:
| - Olympischen Jugend-Winterspielen 2012 - Ivan Hlinka Memorial Tournament 2012 - World U-17 Hockey Challenge 2013 - U18-Junioren-Weltmeisterschaft 2013 - U18-Junioren-Weltmeisterschaft 2014 | - U20-Junioren-Weltmeisterschaft 2015 - U20-Junioren-Weltmeisterschaft 2016 - Weltmeisterschaft 2018 - Weltmeisterschaft 2023 |

(Legende zur Spielerstatistik: Sp oder GP = absolvierte Spiele; T oder G = erzielte Tore; V oder A = erzielte Assists; Pkt oder Pts = erzielte Scorerpunkte; SM oder PIM = erhaltene Strafminuten; +/− = Plus/Minus-Bilanz; PP = erzielte Überzahltore; SH = erzielte Unterzahltore; GW = erzielte Siegtore; 1 Play-downs/Relegation; Kursiv: Statistik nicht vollständig)

## Familie
Kasperi Kapanen stammt aus einer Eishockey-Familie. Sein Vater, Sami Kapanen, spielte über zehn Jahre in der NHL und wurde mit Finnland 1995 Weltmeister. Auch sein Großvater Hannu, sein Großonkel Jari sowie sein Onkel Kimmo waren professionelle Eishockeyspieler.